# Victor Lindgren
Victor Lindgren (* 16. Mai 2003 in Sjöbo) ist ein schwedischer Sportschütze.

## Erfolge
Victor Lindgren begann schon sehr früh mit dem Schießsport, da seine Familie in dem Sport schon aktiv war. Bei den Junioren gewann er 2023 in Tallinn den Europameistertitel mit dem Luftgewehr und belegte mit der Mannschaft den dritten Platz. Ein Jahr darauf verpasste er im Einzel in Győr die Titelverteidigung als Zweiter knapp. Bei den Erwachsenen gelang ihm bereits 2023 bei den Weltmeisterschaften in Baku ein großer Erfolg, als er mit dem Luftgewehr vor Yang Haoran den ersten Platz belegte. In der Mannschaftswertung kam er indes mit dem schwedischen Team nicht über den 35. Platz hinaus. Aufgrund seines Titelgewinns im Einzel qualifizierte er sich für diese Disziplin bei den Olympischen Spielen 2024 in Paris und durfte auch mit dem Kleinkaliber im Dreistellungskampf antreten.
Im Dreistellungskampf erzielte er in der Qualifikation mit 589 Punkten den 13. Platz, womit er den Finaldurchgang der besten acht Schützen verpasste. Mit dem Luftgewehr zog er mit 630,7 Punkten in der Qualifikation als Sechster ins Finale ein. Dieses beendete er mit 251,4 Punkten auf dem zweiten Platz hinter Sheng Lihao aus China, der mit 252,2 Punkten Olympiasieger wurde, und vor dem mit 230,0 Punkten drittplatzierten Kroaten Miran Maričić, sodass er die Silbermedaille gewann.